# Государственный таможенный комитет Республики Беларусь
Государственный таможенный комитет Республики Беларусь (бел. Дзяржаўны мытны камітэт Рэспублікі Беларусь) — правоохранительный орган Республики Беларусь, отвечающий за проведение таможенной политики и охрану таможенной границы.

## История
20 сентября 1991 года — преобразование управления Государственного таможенного комитета СССР в Государственный таможенный комитет Республики Беларусь, с подчинением ему таможенных органов СССР, существовавших на территории республики (постановление Верховного Совета Республики Беларусь № 1101-ХІІ «О таможенной службе Республики Беларусь» Белорусское).
В результате была создана единая таможенная система, включавшая ГТК и таможни. В мае 1993 года в подчинении ГТК имелось 20 таможен. Это было наибольшее количество таможен за весь новейший период истории Беларуси.
Также в подчинении ГТК находятся УО «Государственный институт повышения квалификации и переподготовки кадров таможенных органов Республики Беларусь» и РУП «Белтаможсервис».

## Структура
В структуру Государственного таможенного комитета Республики Беларусь входят 11 управлений,
1 самостоятельный отдел и 1 группа:
- Управление организации таможенного контроля
- Управление организации борьбы с контрабандой и административными таможенными правонарушениями
- Управление развития таможенной инфраструктуры
- Управление информационных технологий, таможенной статистики и анализа
- Управление организационно-кадровой и идеологической работы
- Финансово-экономическое управление
- Управление тарифного регулирования и таможенных платежей
- Правовое управление
- Управление собственной безопасности
- Управление организации посттаможенного контроля
- Контрольно-ревизионный отдел
- Организационно-аналитическое управление
- Группа по защите государственных секретов

## Функции и задачи
Указом Президента Республики Беларусь от 21 апреля 2008 г. № 228 «О некоторых вопросах таможенных органов» определены задачи и функции ГТК.

### Задачи
- проведение государственной таможенной политики, осуществление непосредственного руководства таможенным делом и координация в этой сфере деятельности других государственных органов и иных организаций;
- обеспечение в пределах своей компетенции экономической безопасности Республики Беларусь, защиты ее экономических интересов;
- обеспечение единообразного применения таможенного законодательства Таможенного союза и законодательства Республики Беларусь о таможенном регулировании таможенными органами на территории Республики Беларусь;
- разработка и применение методов и средств, обеспечивающих соблюдение таможенного законодательства Таможенного союза и законодательства Республики Беларусь о таможенном регулировании;
- создание условий, способствующих ускорению товарооборота при ввозе товаров в Республику Беларусь и вывозе товаров из Республики Беларусь через таможенную границу Таможенного союза в Республике Беларусь;
- организация борьбы с контрабандой и иными преступлениями, дознание по которым отнесено к компетенции таможенных органов, административными правонарушениями, ведение административного процесса по которым отнесено к компетенции таможенных органов;
- обеспечение выполнения международных обязательств Республики Беларусь в части, касающейся таможенного дела.

### Функции
- разрабатывает и вносит в установленном порядке Президенту Республики Беларусь предложения о совершенствовании государственной таможенной политики;
- информирует Президента Республики Беларусь, Совет Министров Республики Беларусь и Государственный секретариат Совета Безопасности Республики Беларусь об угрозах экономической безопасности Республики Беларусь;
- организует взаимодействие и осуществляет координацию деятельности государственных органов и иных организаций в области реализации государственной таможенной политики;
- разрабатывает и реализует государственные программы в сфере таможенного дела, участвует в разработке и реализации иных государственных программ в пределах своей компетенции;
- осуществляет сотрудничество с таможенными и иными компетентными органами иностранных государств, международными организациями, занимающимися вопросами таможенного дела, в пределах своей компетенции заключает международные договоры межведомственного характера с соответствующими государственными органами иностранных государств и (или) международными организациями, участвует в заключении иных международных договоров;
- принимает участие в разработке проектов нормативных правовых актов, определяющих правовой, экономический и организационный механизмы реализации государственной таможенной политики;
- принимает в пределах своей компетенции нормативные правовые акты по вопросам таможенного регулирования и иным вопросам, входящим в компетенцию таможенных органов;
- информирует через официальный сайт ГТК в глобальной компьютерной сети Интернет и (или) средства массовой информации в порядке, установленном законодательством, о подготавливаемых проектах законов Республики Беларусь, актов Президента Республики Беларусь и постановлений Правительства Республики Беларусь по вопросам таможенного регулирования в Республике Беларусь;
- рассматривает на общественно-консультативном (экспертном) совете при ГТК разрабатываемые проекты законодательных и иных нормативных правовых актов, которые могут оказать существенное влияние на условия осуществления предпринимательской деятельности;
- осуществляет общее руководство таможнями и организациями, подчиненными ГТК, контролирует и координирует их деятельность;
- по согласованию с Президентом Республики Беларусь создает, реорганизует и ликвидирует таможни, а также вносит предложения Президенту Республики Беларусь о создании, реорганизации и ликвидации государственных учреждений, входящих в систему таможенных органов;
- организует, проводит и совершенствует проведение таможенного контроля в соответствии с таможенным законодательством Таможенного союза и законодательством Республики Беларусь;
- организует осуществление налогового, валютного, экспортного, радиационного, автомобильного, санитарно-карантинного, ветеринарного, фитосанитарного и иных видов контроля, право на осуществление которых или на участие в осуществлении которых предоставлено таможенным органам в соответствии с законодательством;
- определяет в пределах своей компетенции в соответствии с законодательством формы документов, необходимых для таможенных целей, требования к их подготовке, а также порядок их представления;
- организует деятельность таможен по взиманию таможенных и иных платежей, взимание которых возложено на таможенные органы, контролю за правильностью их исчисления, своевременностью и полнотой уплаты, принятию мер по их принудительному взысканию;
- организует систему контроля за правильностью определения таможенной стоимости и страны происхождения товаров;
- вносит в установленном порядке предложения о совершенствовании мер тарифного и нетарифного регулирования внешнеэкономической деятельности;
- обеспечивает подготовку предложений совместно с заинтересованными государственными органами о разработке, изменениях и дополнениях единой Товарной номенклатуры внешнеэкономической деятельности Таможенного союза;
- определяет таможни для принятия предварительного решения по классификации товаров по единой Товарной номенклатуре внешнеэкономической деятельности Таможенного союза, принимает решения и дает разъяснения по классификации отдельных видов товаров;

10.20. осуществляет в установленном порядке последующую проверку (верификацию) сертификатов о происхождении товара, выдаваемых Белорусской торгово-промышленной палатой, и деклараций о происхождении товара;
- производит включение юридических лиц в реестры таможенных представителей, таможенных перевозчиков, владельцев складов временного хранения, владельцев таможенных складов, владельцев свободных складов, владельцев магазинов беспошлинной торговли и исключение лиц, осуществляющих деятельность в сфере таможенного дела, из этих реестров, приостанавливает деятельность в сфере таможенного дела, определяет порядок формирования и ведения реестров таможенных представителей, таможенных перевозчиков, владельцев складов временного хранения, владельцев таможенных складов, владельцев свободных складов, владельцев магазинов беспошлинной торговли, осуществляет ведение таких реестров;
- определяет порядок ведения таможенного реестра объектов интеллектуальной собственности и осуществляет его ведение;
- осуществляет ведение реестров банков и небанковских кредитно-финансовых организаций, признанных таможенными органами гарантами уплаты таможенных платежей;
- осуществляет присвоение или возобновление статуса уполномоченного экономического оператора, выдает или отказывает в выдаче свидетельства о включении в реестр уполномоченных экономических операторов, вносит изменения и (или) дополнения в выданное свидетельство, осуществляет его отзыв, определяет порядок формирования и ведения реестра уполномоченных экономических операторов;
- определяет порядок заполнения и использования книжки МДП, а также реализации иных положений Таможенной конвенции Организации Объединенных Наций о международной перевозке грузов с применением книжки МДП (Конвенция МДП, 1975 г.) от 14 ноября 1975 года;
- обеспечивает соблюдение порядка перемещения товаров, в том числе транспортных средств, через таможенную границу Таможенного союза в Республике Беларусь;
- открывает и упраздняет ведомственные пункты таможенного оформления, а также устанавливает определенные ведомственные пункты таможенного оформления для совершения таможенных операций и проведения таможенного контроля в отношении отдельных видов товаров;
- определяет время работы таможенных органов в пунктах таможенного оформления;
- определяет порядок проведения проверки системы учета товаров и отчетности лицами, осуществляющими деятельность в сфере таможенного дела, пользующимися специальными упрощениями, а также пользующимися и (или) владеющими иностранными товарами, формы и порядок представления отчетности данными лицами;
- определяет форму и порядок учета товаров, находящихся под таможенным контролем, а также форму и порядок представления отчетности по таким товарам;
- определяет порядок взаимодействия таможенных органов и организаций, осуществляющих таможенное сопровождение транспортных средств, перевозящих товары автомобильным транспортом в соответствии с таможенной процедурой таможенного транзита, по организации таможенного сопровождения транспортных средств, перевозящих товары в соответствии с таможенной процедурой таможенного транзита, если иное не установлено Президентом Республики Беларусь;
- определяет порядок и сроки представления в таможенный орган уведомления о размещении товаров в зоне таможенного контроля, его форму, а также структуру, формат, форму внешнего представления уведомления о размещении товаров в зоне таможенного контроля, порядок заполнения, регистрации уведомления о размещении товаров в зоне таможенного контроля и порядок внесения изменений в такое зарегистрированное уведомление;
- определяет особенности совершения таможенных операций в отношении отдельных категорий товаров в рамках компетенции, определенной таможенным законодательством Таможенного союза и (или) законодательством Республики Беларусь, в том числе при перемещении таких товаров через определенные пункты пропуска;
- определяет порядок применения и требования к изготовлению средств идентификации товаров, находящихся под таможенным контролем, и документов на них, транспортных средств, помещений, емкостей и других мест, где находятся или могут находиться товары, подлежащие таможенному контролю, а также порядок безвозмездной передачи уполномоченным экономическим операторам пломбираторов и иных технических средств, используемых для идентификации товаров, находящихся под таможенным контролем, и документов на них, транспортных средств, помещений и других мест, где находятся или могут находиться товары, подлежащие таможенному контролю, и их использования;
- определяет порядок формирования таможенной декларации в виде электронного документа, особенности ее представления, использования и хранения для таможенных целей, если иное не установлено таможенным законодательством Таможенного союза;
- определяет особенности регистрации отзыва поданной таможенной декларации, а также порядка внесения изменений и (или) дополнений в таможенную декларацию;
- определяет порядок предъявления таможенному органу товаров, в отношении которых подана декларация на товары до их ввоза на таможенную территорию Таможенного союза в Республике Беларусь;
- устанавливает последовательность совершения таможенными органами таможенных операций по регистрации выпуска товаров и отказа в их выпуске;
- устанавливает особенности таможенного транзита иностранных товаров по территории Республики Беларусь, в том числе в отношении международных почтовых отправлений и товаров, перемещаемых железнодорожным, внутренним водным транспортом и воздушными судами;
- организует контроль за соблюдением запретов и ограничений, установленных в соответствии с международными договорами государств – членов Таможенного союза и законодательством Республики Беларусь, в отношении товаров, ввозимых в Республику Беларусь и вывозимых из Республики Беларусь;
- устанавливает формы решения о назначении таможенной экспертизы, заключения таможенного эксперта (эксперта) при проведении таможенной экспертизы, определяет порядок принятия решения о привлечении эксперта иной организации к проведению таможенной экспертизы;
- принимает в установленном порядке решение о принятии мер по защите прав на объект интеллектуальной собственности или об отказе в принятии таких мер;
- определяет порядок сбора и обработки информации, проведения анализа и оценки рисков, разработки и реализации мер по управлению рисками, а также технические условия передачи информации, содержащейся в установленных профилях риска;
- организует в пределах своей компетенции проведение таможенными органами таможенных проверок, утверждает методику проведения таможенных проверок и форму акта таможенной проверки, устанавливает методы и способы проведения выездных таможенных проверок, определяет порядок организации и проведения камеральных таможенных проверок, формы документов, касающихся проведения таких проверок, и требования к их подготовке, если иное не установлено таможенным законодательством Таможенного союза и законодательством Республики Беларусь о контрольной (надзорной) деятельности;
- определяет единую техническую политику в таможенных органах в области информационных технологий и информационной безопасности;
- определяет техническую политику в части разработки, оснащения и внедрения в таможенных органах технических средств таможенного контроля, приборов радиационного контроля, средств вычислительной техники, телекоммуникации и связи;
- осуществляет правомочия собственника информационных ресурсов таможенных органов, устанавливает порядок формирования, использования данных ресурсов, а также требования к документированию информации и сведений, в том числе предоставляемых электронным способом;
- устанавливает требования к форматам и структурам электронных копий документов, электронных документов и сведений в электронном виде, представляемых в таможенные органы и используемых для таможенных целей, если такие требования не установлены таможенным законодательством Таможенного союза;
- организует деятельность таможенных органов по технической и (или) криптографической защите информации, включая удостоверение формы внешнего представления электронного документа на бумажном носителе, представляемого в таможенный орган либо таможенным органом, и распространение открытых ключей проверки электронной цифровой подписи;
- организует сбор и обработку сведений о перемещении товаров и транспортных средств через таможенную границу Таможенного союза в Республике Беларусь, их таможенном декларировании и выпуске, а также иных сведений о внешней торговле товарами, представляемых в таможенные органы в соответствии с законодательством Республики Беларусь, организует ведение таможенной статистики внешней торговли Республики Беларусь и статистики взаимной торговли Республики Беларусь с государствами – членами Таможенного союза в соответствии с законодательством Таможенного союза и законодательством Республики Беларусь;
- принимает меры по обеспечению защиты данных таможенной статистики внешней торговли Республики Беларусь и статистики взаимной торговли Республики Беларусь с государствами – членами Таможенного союза, содержащих информацию, распространение и (или) предоставление которой ограничено;
- определяет по согласованию с Национальным статистическим комитетом, Национальным банком, Министерством экономики, Министерством иностранных дел порядок формирования данных таможенной статистики внешней торговли и статистики взаимной торговли Республики Беларусь с государствами – членами Таможенного союза;
- устанавливает порядок ведения специальной таможенной статистики;
- заключает соглашения с иными государственными органами по вопросам организации взаимодействия в сфере борьбы с преступностью, в пределах своей компетенции взаимодействует с другими государственными органами и иными организациями по данным вопросам;
- обеспечивает содействие компетентным органам Республики Беларусь в борьбе с международным терроризмом, организованной преступностью, коррупцией, пресечении незаконного вмешательства в аэропортах Республики Беларусь в деятельность международной гражданской авиации, а также осуществляет в пределах своей компетенции противодействие экстремизму;
- осуществляет в пределах своей компетенции оперативно-розыскную деятельность, дознание, ведение административного процесса по делам об административных правонарушениях и в установленном порядке привлекает лиц к ответственности за совершение административных правонарушений;
- организует работу по профилактике правонарушений;
- организует работу по предупреждению, выявлению и пресечению правонарушений, совершаемых должностными лицами и иными работниками таможенных органов, обеспечивает решение этих задач во взаимодействии с другими государственными органами и иными организациями;
- осуществляет методологическое руководство бухгалтерским учетом и отчетностью в таможенных органах;
- организует и осуществляет финансирование таможенных органов в пределах выделенных бюджетных ассигнований, а также других источников, не запрещенных законодательством;
- осуществляет ведомственный контроль за деятельностью таможенных органов и организаций, подчиненных ГТК, принимает меры по обеспечению эффективного использования и сохранности закрепленного за ними имущества;
- организует в пределах свой компетенции работу с имуществом, изъятым, арестованным, задержанным или обращенным в доход государства;
- разрабатывает нормы и порядок материально-технического обеспечения таможенных органов, обеспечивает в установленном законодательством порядке учет, хранение и расходование материальных и финансовых средств;
- распоряжается в установленном порядке имуществом, закрепленным за таможенными органами и организациями, подчиненными ГТК;
- осуществляет в пределах своей компетенции формирование, оптимизацию и развитие таможенной инфраструктуры, организует ее эксплуатацию;
- определяет порядок организации эксплуатации транспортных средств (легковых автомобилей, автобусов, грузовых автомобилей и транспортных средств специального назначения, воздушных и водных судов), находящихся в оперативном управлении таможенных органов;
- выполняет функции заказчика при государственной закупке товаров (работ, услуг), а также выступает заказчиком в строительной деятельности;
- реализует государственную кадровую политику, а также организует идеологическую и воспитательную работу в таможенных органах и организациях, подчиненных ГТК;
- обеспечивает правовую и социальную защиту работников таможенных органов, а также членов их семей;
- определяет государственное учреждение образования, осуществляющее повышение квалификации в области таможенного декларирования специалистов по таможенному декларированию и физических лиц, изъявивших желание стать специалистами по таможенному декларированию;
- определяет порядок сдачи квалификационного экзамена для физических лиц, претендующих на получение квалификационного аттестата специалиста по таможенному декларированию, вопросы к такому экзамену, а также таможенные органы для его принятия;
- устанавливает форму квалификационного аттестата специалиста по таможенному декларированию, определяет порядок его аннулирования, а также осуществляет регистрацию выданных и (или) аннулированных квалификационных аттестатов специалистов по таможенному декларированию;
- реализует государственную политику в области охраны труда на отраслевом уровне, осуществляет государственное управление в области охраны труда в пределах своей компетенции;
- организует консультирование и информирование заинтересованных лиц по вопросам таможенного регулирования и иным вопросам, входящим в компетенцию таможенных органов;
- рассматривает в пределах своей компетенции обращения граждан, в том числе индивидуальных предпринимателей, и юридических лиц, а также организует личный прием граждан, в том числе индивидуальных предпринимателей, и представителей юридических лиц;
- учреждает в установленном порядке периодические печатные издания;
- организует и осуществляет в пределах своей компетенции комплектование, учет, хранение и использование архивных документов;
- устанавливает единый порядок формирования и представления форм ведомственной отчетности в сфере таможенного дела;
- осуществляет организационно-методическое руководство подразделениями по защите государственных секретов в таможенных органах, в установленном порядке оказывает услуги по защите государственных секретов;
- определяет категории должностных лиц таможенных органов, наделенных правом применения физической силы и специальных средств, использования служебных собак, а также порядок использования служебных собак, их обучения и содержания;
- организует мобилизационную подготовку в таможенных органах, ведение воинского учета и бронирования военнообязанных, работающих в таможенных органах и организациях, подчиненных ГТК;
- организует гражданскую оборону и защиту должностных лиц, иных работников таможенных органов и организаций, подчиненных ГТК, а также объектов таможенной инфраструктуры от чрезвычайных ситуаций природного и техногенного характера;
- приобретает и использует в соответствии с законодательством оружие, боеприпасы к нему и специальные средства, осуществляет контроль за их оборотом в таможенных органах.

## Руководство

### Председатели ГТК Республики Беларусь[4]
- Кречко, Петр Васильевич (и. о. председателя 11 ноября 1991 г. — 16 января 1992 г.; председатель 29 августа 1994 г. — 30 июля 1997 г.)
- Шкурдь, Геннадий Михайлович (16 января 1992 г. — 30 января 1994 г.)
- Макаревич, Викентий Викентьевич (и. о. председателя 30 июля 1997 г. — 13 марта 1998 г.; председатель 13 марта 1998 г. — 1 ноября 2001 г.)
- Шпилевский, Александр Францевич (с 24 сентября 2001 г.)
- Сенько, Юрий Алексеевич (6 ноября 2014 г. — 21 декабря 2020)
- Орловский, Владимир Николаевич (с 21 декабря 2020)

### Первые заместители Председателя ГТК Республики Беларусь
- Кречко, Петр Васильевич (27 февраля 1992 г. — 12 мая 1994 г.)
- Макаревич, Викентий Викентьевич (9 марта 1995 г. — 13 марта 1998 г.)
- Деревяшко, Александр Николаевич (13 марта 1998 г. — 24 октября 2000 г.)
- Авин, Иван Иванович (15 июня 2001 г. — 27 декабря 2005 г.)
- Гошин, Владимир Анатольевич (26 февраля 2008 г. — 30 июня 2011 г.)
- Редненко, Сергей Валентинович (с 26 августа 2011 г.)
- Орловский, Владимир Николаевич (июнь 2016 — 21 декабря 2020)
- Валиев, Александр Анатольевич (с 11 марта 2021 года)[5]

### Заместители Председателя ГТК Республики Беларусь
- Вавохин, Николай Николаевич (27 февраля 1992 г. — 16 июля 1993 г.)
- Деревяшко, Александр Николаевич (27 февраля 1992 г. — 13 марта 1998 г.)
- Разгулов, Виктор Васильевич (7 декабря 1992 г. — 7 июля 2000 г.)
- Макаревич, Викентий Викентьевич (16 июля 1993 г. — 9 марта 1995 г.)
- Авин, Иван Иванович (18 августа 1995 г. — 15 июня 2001 г.)
- Гошин, Владимир Анатольевич (13 марта 1998 г. — 26 февраля 2008 г.)
- Пыжик, Александр Владимирович (21 декабря 2000 г. — 15 февраля 2002 г.)
- Гринев, Николай Тарасович (15 июня 2001 г. — 16 ноября 2006 г.)
- Дубик, Иван Иванович (26 февраля 2002 г. — 18 апреля 2008 г.)
- Досов, Леонид Сергеевич (16 ноября 2006 г. — 15 апреля 2011 г.)
- Борисюк, Сергей Валерьевич (с 26 февраля 2008 г.)
- Дементей, Василий Иванович (18 апреля 2008 г. — 15 апреля 2011 г.)
- Брытков, Юрий Александрович (с 15 апреля 2011 г.)
- Полудень, Сергей Анатольевич (с 15 апреля 2011 г.)
- Орловский, Владимир Николаевич (март 2015 г. - июнь 2016)
- Свирид, Николай Анатольевич (с 25 октября 2016 г.)[6]
- Богдевич, Александр Викторович (с марта 2016 г. - март 2021)[5]
- Данилович, Эдуард Григорьевич (с 11 марта 2021 года)[5]
- Большаков, Андрей Викторович (с 11 марта 2021 года)[5]